# Anna Śmigulec
Anna Śmigulec – dziennikarka, od 2021 roku reporterka Magazynu Wirtualnej Polski.
Z wykształcenia romanistka i dziennikarka, ukończyła też porównawcze studia cywilizacji na Uniwersytecie Jagiellońskim i Polską Szkołę Reportażu.
Pisze o sprawach społecznych. Wcześniej publikowała m.in. w „Dużym Formacie” i „Wysokich Obcasach”, które są dodatkami do „Gazety Wyborczej”, a także w „Newsweeku” i „Tygodniku Powszechnym”.

## Nagrody i wyróżnienia
2014 r. – nagroda Grand Press w kategorii reportaż za artykuł „Głupia Sprawa” opublikowany w „Dużym Formacie”. To historia niesłusznie skazanego za zabójstwo Czesława Kowalczyka, który przesiedział 12 lat w więzieniu, tracąc nie tylko najlepsze lata swojego życia, ale też miłość jedynego syna.
2014 r. – Nagroda Wolności Słowa Stowarzyszenia Dziennikarzy Polskich
2016 r. – nagroda Grand Press w kategorii reportaż prasowy, za tekst „Wojny Galiny” opublikowany w „Dużym Formacie”. Reportaż opowiadał o tym, jak Ukrainka o polskich korzeniach jest wyrzucana z Polski wraz z adoptowanymi na Krymie dziećmi, ponieważ nasz urząd znalazł w jej paszporcie wizę do Anglii.
2017 r. – nagroda Twórca Szczególnie Wrażliwy
2018 r. – wyróżnienie specjalne na Festiwalu Twórczości Społecznie Wrażliwej
2021 r. – nagroda Grand Press w kategorii reportaż prasowy/internetowy za tekst „Władcy ciał i umysłów”, który ukazał się na portalu Wirtualna Polska.